# Галдан-Бошогту
Галдан-Бошогту (калм. Галдан-Бошигт, монг. Галдан бошигт; 1644 — 1697) — третий хунтайджи Джунгарского ханства с 1671 по 1677 год. В 1677 году принял титул хана от пятого Далай-ламы. Представитель рода Чорос, сын Эрдэни-Батура, младший брат и преемник Сенге.

## Биография
В семилетнем возрасте был отправлен на обучение в Тибет, приняв монашеские обеты. Окончив буддийское образование, защитил учёную степень геше-лхарамбы.
В 1671 году был убит старший брат Галдана, хан Сенге. Его умертвили старшие братья Цэцэн-тайши и Цзотба-тайши. Ханский престол захватил Цэцэн-тайши, который стал править под именем Цэцэн-хана. О своих претензиях на трон объявил и Галдан, которого поддерживал его тесть и союзник Очирту-Цецен-хан, правитель алашаньских ойратов. Сторону Галдана приняли также Алдар-тайши, Данджин, Гомбо и другие ойратские нойоны. В первой битве победу одержал Цэцэн-хан. На реке Урунгу-Булак сторонники Цэцэн-хана, Чохур-Убаши (дядя Галдана и Цэцэна) и Алдар-Хошучи, разгромили союзников Галдана — Алдара, Дайчина и Гомбо. Цэцэн-хан откочевал с реки Эмиль вверх по Или, а затем перебрался на озеро Хара-Нор. Здесь отряды Галдана настигли Цэцэн-хана и разгромили его. Многие сторонники Цэцэн-хана были взяты в плен, а другие разбежались. Высшее буддийское ламство перешло на сторону Галдана. Цэцэн-хан был убит в плену или во время сражения. Цзотба-тайши с горсткой сторонников бежал из Джунгарии в Кукунор. После победы над своими старшими братьями Галдан стал хунтайджи Джунгарского ханства.
Вскоре против Галдана восстали его родные племянники, сыновья Сенге. В результате, Соном-Рабдан был отравлен по приказу Галдана, а второй сын Цэван-Рабдан бежал в Турфан (по другим данным, к родственнику по его матери, калмыцкому хану Аюке). В 1673 году Галдан выступил против своего дяди Чохур-Убаши, второго сына Хара-Хулы и младшего брата Батура-хунтайджи. Чохур-Убаши был недоволен племянником и сам претендовал на ханский престол, называл Галдана расстригой-хутухтой и не признавал его старшинства. Во время поездки Чохур-Убаши в Тибет Галдан разорил его улус. Чохур-Убаши нашел защиту и покровительство у алашаньского Очирту-Цецен-хана, тестя Галдана, который сам заявил о своих притязаниях на ханский престол. Весной 1677 года Галдан разгромил войска своих противников Очирту-Цецен-хана и Чохур-Убаши, взял их в плен и казнил. Некоторые сподвижники Очирту-Цецен-хана бежали в цинские владения.
В 1677 году Галдан принял от Пятого Далай-ламы титул хана, и стал единовластным правителем почти всех ойратов Джунгарии. Дополнил «Степное уложение» 1640 года. С 1672 года поддерживал торговые и дипломатические отношения с Русским царством. Галдан успешно воспользовался междоусобицами в Восточном Туркестане и полностью присоединил его к Джунгарии. В 1678 году Галдан посадил на престол в Кашгаре своего ставленника Абаха Ходжу. С 1679 по 1685 год Галдан совершил четыре военных похода в Восточный Туркестан. В 1679 году после покорения Восточного Туркестана джунгарский хан Галдан получил от Далай-ламы титул «Бошогту» («Благословенный»). В 1680 году Галдан-Бошогту подчинил Кашгар и Яркенд, в 1681 году предпринял поход на Сайрам. Затем, в 1682 году, подчинил своей власти Турфан, где правил Абдурашид-хан; также подчинил Хами, кара-киргизов и разорил Ферганскую долину. В 1681 году Галдан-Бошогту совершил поход в Семиречье и Южный Казахстан. Казахский правитель Тауке-хан (1680—1718) был разбит, а его сын попал в плен. В результате походов 1683—1684 произошёл захват джунгарами Сайрама, Ташкента, Шымкента, Тараза. Вскоре ойратские гарнизоны ушли из захваченных городов, видимо, после начала войны между Джунгарским ханством и империей Цин.

### Противостояние с Тушэту-ханом Чихуньдоржем
В 1680-х годах империи Цин удалось склонить некоторых правителей Халхи к принятию подданства маньчжурского императора. Такое положение дел беспокоило джунгарского хана, который видел залог независимости монголов в их объединении. В самой Халхе началась междоусобная борьба за власть. В 1688 году Тушэту-хан Чихуньдорж (Чимид-Дорджи, 1655—1698) совершил нападение на владения своего противника Шара-Дзасагту-хана (1686—1688), который заключил союз с джунгарским ханом. Шара-Дзасагту-хан погиб в битве. Галдан отправил на помощь своему союзнику небольшой отряд (300 чел.) под командованием младшего брата Дорчжи-Чжаба. Тушэту-хан разгромил ойратов и убил Дорчжи-Чжаба.
В том же 1688 году Галдан-хан во главе 30-тысячной джунгарской армии по трём дорогам вторгся в Халху и разгромил Тушэту-хана Чимэддоржи. Тушэту-хан с монгольским войском встретился с джунгарской армией в местности Кара-Эрчик и Цаган-Эрчик. Здесь противников встретил посланец из Лхасы, действовавший от имени далай-ламы, и предложил помириться. Тушэту-хан отступил к озеру Чугдус-Нор, где стал ожидать переговоров. Однако Галдан-хан, разорив некоторых тайджи правого (западного) крыла Халхи, из-за гор Хангай вступил в левое (восточное) крыло и дошёл до местности Тэмур (река Тамир, приток Орхона). Здесь ойраты разгромили отряд сына Тушэту-хана. Передовые отряды ойратов подошли к монастырю Эрдэни-Дзу, резиденции Чжэбдзун-Дамба-хутухты, брата Чимэддоржи. На подступах к Эрдэни-Дзу Галдан-хан второй раз разделил свои силы. До этого, только перевалив Хангай, Галдан-Бошогту был вынужден выслать заслон на север против хотогойтов Алтан-хана, занявших по отношению к нему враждебную позицию. Теперь Галдан-хан выделил еще один отряд для похода на ставку Чжэбдзун-Дамба-хутухты, а сам, зная о смерти Илдэнравдана-цэцэн-хана (1687—1688) и смене правителя в аймаке Цэцэн-хана, принял решение двинуться на Керулен, чтобы поставить под свой контроль всю Халху. Чжэбдзун-Дамба-хутухта со своими соратниками бросил резиденцию и бежал в цинские владения. Ойраты заняли монастырь Эрдэни-Дзу, ограбили его окрестности, но сам монастырь не тронули. Ставка Тушэту-хана была захвачена и разорена. Между тем Галдан-хан с главными силами подошёл к Керулену, переправился через него и двинулся вдоль реки, при этом хан рассылал гонцов к тайджи и нойонам Цэцэн-хана, уведомляя, что его враги – Чжэбдзун-Дамба-хутухта и Тушэту-хан, а с остальными халхасцами он не воюет и призывает их оставаться на месте и жить спокойно. В конце августа — начале сентября 1688 года Галдан-хан повернул свои войска от Керулена на берега Толы для полного уничтожения сил Тушэту-хана. 8 октября 1688 года Тушэту-хан впервые обратился к цинскому императору Канси, прося его выступить в карательный поход против Галдана. 9—10 октября 1688 года у озера Улугай Галдан-хан разгромил войска Чихуньдоржа, который стал отступать в цинские владения.
Во время военной кампании Галдан-хана в Монголии его племянник и противник Цэван-Рабдан захватил ханский престол в Джунгарии. Цэван-Рабдан подчинил своей власти Турфан, разорил Хами и перекрыл перевалы через горы Хангай, ведущие из Монголии в Джунгарию. Путь к отступлению для Галдана был отрезан. Сын покойного Дзасагту-хана Цэвэнжав (1688—1732) бежал от Галдана сначала в Южный Алтай, а затем летом 1690 года явился в Китай, подчинился Канси и просил разрешения наследовать отцовский престол Дзасагту-ханов.

### Первая ойрато-маньчжурская война
В 1690 году началась первая ойрато-маньчжурская война. Китайский император Канси, обеспокоенный вторжением джунгарского хана в Халху, начал против него военные действия. В июле 1690 года две маньчжурские армии, усиленные отрядами южных и северных (халха) монголов, выступили в поход против Галдана Бошогту. 26 июля в битве на реке Улдза, на северо-востоке Халхи, джунгарский хан разгромил маньчжурский корпус. А 1—5 августа 1690 года в четырёхдневном сражении при Улан-Бутуне огромная стотысячная китайская армия под предводительством императора Канси не смогла разгромить двадцатитысячное джунгарское войско Галдана Бошогту. Но джунгарский хан отступил в Кобдо, куда прибыл летом 1691 года. Под контролем Галдана оставалась небольшая часть Халхи, а вся остальная территория Северной Монголии была занята маньчжурскими войсками.
В мае 1691 года император Канси организовал в Долонноре съезд халхаских ханов и знати, призванный юридически оформить вхождение Халхи в состав империи Цин. Основным итогом совещания было административное включение Северной Монголии (Халхи) в состав Цинской империи. Галдан-Бошогту безуспешно пытался привлечь на свою сторону кого-либо из правителей Халхи. Летом 1693 года Канси снова предложил Галдану принять маньчжурское подданство. Многие сторонники и приверженцы Галдана стали покидать его и переходить на сторону Цинской империи и Цэван-Рабдана. Осенью 1695 года Канси, чтобы окончательно покончить с Галданом, организовал против него большой карательный поход. Три маньчжурские армии выступили на Монголию. Во главе главной цинской армии находился сам император Канси. 13 мая 1696 года пятитысячное войско Галдана Бошогту потерпело от 50-тысячной цинской армии разгромное поражение на Тэрэлже. Галдан потерял в битве жену Ану-хатун.
3 мая 1697 года Галдан-Бошогту умер после непродолжительной болезни в урочище Ача-Амтатай (ныне сомон Тонхил аймака Говь-Алтай). По другой версии, он, отчаявшись вернуть утраченное, покончил с собой, приняв яд. Чтобы не допустить надругательства над трупом, тело Галдана было немедленно сожжено.

## Образ в искусстве
- Три памятника Галдан-Бошогту установлены в Монголии. В городе Ховд и сомонах Улзийт (Архангай) и Тариалан (Увс)[4].
- Текст песни «Black Thunder» монгольской группы The Hu основан на стихотворении о Галдан Бошогту-хане. Позже группа превратила эту песню в «Sugaan Essena» для видеоигры EA Star Wars Jedi: Fallen Order.